# Любен Брусев
Любен Брусев е български борец, треньор и съдия по класическа борба, треньор на националния отбор от 1960 до 1962 година.

## Биография
Любен Брусев е роден през 1929 година в пернишкото село Дебели лаг.
Става един от първото поколение борци в спортен клуб „Спартак-София“ (от 1969 г. „Левски Спартак“; от 1993 г. „Левски-София“). През 1953 година е в националния отбор по класическа борба заедно с Колю Маринов, Никола Атанасов, Димитър Добрев, Петко Сираков, Стоян Пенчев, Атанас Аргиров, Стоян Бойчев, Сотир Гарджев, Кирил Пищялков.
Той е дългогодишен републикански шампион на България по класическа борба, както и международен съдия по борба и ръководител на клуба по борба „Левски Спартак“.
Треньор е на националния отбор по борба от 1960 до 1962 година, като на олимпиадата в Рим през 1960 година състезателите му печелят пълен комплект медали – злато, сребро и бронз.
Умира през юли 2007 година. На 24 октомври в центъра на родното му село е поставена паметна плоча.